# Олцнава
Олцнава (словац. Olcnava) — село в окрузі Спішска Нова Вес Кошицького краю Словаччини. Площа села 15,21 км². Станом на 31 грудня 2015 року в селі проживало 1076 жителів.

## Історія
Перші згадки про село датуються 1312 роком. 

## Населення
| Рік:            | 1994. | 2004.   | 2014.   | 2024.   |
| --------------- | ----- | ------- | ------- | ------- |
| Кількість осіб: | 900   | 969     | 1044    | 1015    |
| Різниця:        |       | +7,66 % | +7,73 % | -2,77 % |

| Рік:            | 2023. | 2024.   |
| --------------- | ----- | ------- |
| Кількість осіб: | 1018  | 1015    |
| Різниця:        |       | -0,29 % |